# Bevernelkaartmot
De bevernelkaartmot (Agonopterix capreolella) is een vlinder uit de familie grasmineermotten (Elachistidae). De wetenschappelijke naam is voor het eerst geldig gepubliceerd in 1839 door Zeller.
De soort komt voor in Europa.